# Combate de Los Papeles
El combate de Los Papeles o de la Ladera de los Papeles, fue un enfrentamiento militar librado el 11 de octubre de 1814, durante la guerra de independencia de Chile, en una ladera cerca de San Esteban, tratándose de la última batalla de la Patria Vieja. En aquel combate, el coronel Antonio Quintanilla, al mando de la vanguardia del Ejército Real de Chile, dio alcance a la columna de refugiados que trataban de cruzar la cordillera de los Andes y que seguían las órdenes del brigadier patriota José Miguel Carrera. Aunque los monárquicos consiguieron hacer retroceder a los independentistas, estos últimos pudieron continuar su retirada a Mendoza.

## Antecedentes
En la tarde del 2 de octubre de 1814, después de la derrota en Rancagua, el general en jefe y brigadier patriota José Miguel Carrera estaba con su desmoralizada 3.ª división en Angostura, tratando de reunir fuerzas para resistir en un nuevo punto, pero la vista de los supervivientes de la destruida división del brigadier Bernardo O'Higgins atemorizó a sus soldados y las deserciones se hicieron masivas. La situación obligó al comandante en jefe a despachar numerosas guerrillas para capturar a los desertores y encargar a su hermano, el coronel Luis Carrera, sostener la línea en Angostura hasta la medianoche mientras él se retiraba a Santiago para evitar que la ciudad cayera en la anarquía.
La idea era ordenar a la tropa el cruce del río Maipo en la mañana siguiente, pero ante el miedo incontenible de que la división se disolviera, se ordenó la retirada a las 19:00 horas. Pronto, el oficial a cargo de su retaguardia, el capitán Patricio Castro, debió usar su sable para contener las fugas, pero fue inútil y se siguieron produciendo durante la marcha. Luis Carrera, considerando las órdenes de su hermano como inútiles, sólo esperó a algunos fugitivos de Rancagua y se retiró al norte en cuanto oscureció.

### Caos en la capital
En la mañana del 1 de octubre, la Junta de Gobierno en la capital había empezado a recibir desde Mostazal informes de José Miguel Carrera anunciando que el coronel realista Mariano Osorio no había cruzado el río Cachapoal y se retiraba al sur para desembarcar en la costa. Sin embargo, en la tarde empezaron a llegar mensajes sobre el inicio de la batalla, al principio anunciando la victoria de sus armas, pero carta tras carta, las noticias emporaron. Todos los jefes patriotas en la capital estaban ansiosos y ante los informes contradictorios aumentaba la desconfianza. Informado por el ayudante del general en jefe, José Samaniego, a quien Carrera había enviado desde Rancagua a Santiago con instrucciones e información el día 1 de octubre, el presbítero Julián Uribe, quien estaba a cargo del gobierno mientras Carrera había marchado a la guerra, dio por vencido a O'Higgins y empezó a organizar los recursos para levantar una nueva fuerza defensiva en otro sitio. Sus medidas se volvieron más enérgicas en cuanto se supo que Carrera se retiraba de Rancagua, por ejemplo, ordenó recolectar todas las armas, caballos y mulas de la capital y alrededores.
En la noche, José Miguel Carrera empezó a pedir refuerzos para organizar un nuevo ejército usando de base su división, lo que indicaba la derrota de O'Higgins. En la madrugada siguiente, Uribe escribió a Santa Rosa pidiendo el retorno del teniente coronel Juan Gregorio Las Heras y a Melipilla y Valparaíso para que enviaran refuerzos. Finalmente, la noticia de la derrota la llevaron los sobrevivientes que huían a la capital. En la mañana Uribe ordenaba al gobernador de Valparaíso, el teniente de navío José Villegas, quemar todos los buques del puerto: «Acelere sus marchas destruyendo enteramente el puerto. No deje U.S. un solo cañón útil. Incendie los buques, bodegas y cuanto haya». En la tarde ya era obvia la derrota y comenzó el pánico. Para entonces, las noticias del desastre se expandieron y se dispersaron las partidas que guarnecían Melipilla y un destacamento enviado desde Santiago a reforzar a la 3.ª división, esta última unidad eran 25 dragones, 150 fusileros, 200 milicianos del coronel José María Portus y alguna artillería al mando de Alcázar, el día 3 salieron de Santiago pero antes de marchar dos leguas todos desertaron.
Antes del amanecer del 3 de octubre José Miguel Carrera entraba en la capital. Mandó un mensaje al coronel de milicias Francisco Javier Videla cancelando la orden de Uribe y ordenando transportar a Coquimbo todo el equipo militar: «Aunque a U.S. se le tiene prevenido, si han quedado algunos menores haga U.S que estos marchen a Coquimbo conduciendo los cañones y demás pertrechos. Se encarga de nuevo a U. S. no deje otra cosa que escombros». El material viajaría por mar, mientras los soldados marcharían por tierra desde Quillota, su esperanza era reunir 1000 hombres en el valle del río Aconcagua y con la ayuda de los pueblos del norte chico y de las provincias rioplatenses prolongar la resistencia. Había decidido a abandonar la capital, ratificando la mayoría de lo organizado por Uribe, ordenó sacar todo el caudal de la Casa de Moneda y toda la plata labrada de las iglesias y conventos, unos 300 000 pesos. Después saquearon la administración de tabacos (donde había 200 000 pesos) hasta dejarla sin puertas, la provisión general, la maestranza de artillería, los repuestos de madera, todo el cureñaje, la fábrica de fusiles y llevarse hasta los molinos de la casa de pólvora; estas dos últimas también fueron incendiadas. No quería dejar nada al enemigo. La imprenta del periódico La Aurora fue desarmada y los archivos de gobierno decomisados, aunque la mayoría se perdió en el caos. Los 300 000 pesos en oro y plata reunidos en la Casa de Moneda, algunas iglesias y oficinas públicas, donde se llevaron absolutamente todo lo de valor, fueron enviados al Aconcagua con una escolta de 20 fusileros a cargo del capitán Pedro Barnechea, ayudante de Carrera, y el coronel de las milicias de Quirihue, Antonio Merino. La recolección de esos fondos había estado a cargo de Gabriel Valdivieso y Juan Herrera.
También requisó caballos, bueyes y mulas. De hecho, se pidió al justicia mayor de Santa Rosa, capitán José Miguel Villarroel, 1000 mulas y 400 a 500 caballos para transporte. Se mandó a vigilar los pasos de montaña para que nadie cruzara sin pasaporte y se mandaron cartas a los gobernadores de las villas del norte con órdenes de levantar milicias, se solicitó a Las Heras volver a Santiago y se envió al doctor Bernardo Vera a Buenos Aires a pedir tropas para seguir la guerra. Se enviaron 1200 cargas con pertrechos, armas y vestuarios a Aconcagua y Santa Rosa con algunas tropas sin equipamiento. La 3.ª división acampó al sur de la capital, en la chacra Ochagavía, pero lentamente partidas de soldados se desertaban sin que nadie los hiciera volver. Llegaron el coronel Pedro Andrés del Alcázar, el teniente coronel Manuel Serrano y el capitán José Antonio Bustamante prácticamente solos.
A las 08:00 llegaban Bernardo O'Higgins y Juan José Carrera. El general en jefe contaba con 1500 soldados mientras que O'Higgins con 150 sobrevivientes. Ambos se recriminaron mutuamente por la derrota, el brigadier O'Higgins preguntó por qué la 3.ª división no avanzó en la ciudad y Carrera le culpó por no usar su numerosa caballería para atacar a los realistas cuando cruzaban en Cachapoal. O'Higgins dijo que con las fuerzas que quedaban más los 400 hombres que guarnecían Valparaíso, el otro tanto de auxiliares de Buenos Aires repartidos por la provincia de Aconcagua y los milicianos que podrían movilizar podían intentar resistir en el río Maipo. Las bajas monárquicas eran elevadas, deberían dejar hombres en Rancagua y no podrían seguir la marcha de inmediato. Carrera le respondió que lo pensaría, y en un consejo de guerra en que no invitó a O'Higgins se decidió retirar al norte para reorganizar sus fuerzas y después recuperar Santiago. Sin embargo, al retirarse, tal y como predijo O'Higgins, la mayoría de los soldados desertaron.
Desde las 14:00 del día 3 hasta el anochecer del día siguiente las tropas de Carrera trataron de contener a la plebe, después fueron los vecinos, muchos de ellos europeos, los que se organizaron en patrullas para vigilar las calles con sus propias armas, castigando a malhechores y conteniendo al pueblo. La confusión eran innegable y parte del populacho aprovechó para saquear algunas casas, algunos gritando vivas al rey y otros a la patria, pero todos formando turbas que rompían puertas y se llevaban lo que podían. El saqueo producido por los vencidos en retirada produjo tal indignación en los vecinos que enviaron mensajeros a Osorio pidiéndolo entrar y restablecer el orden lo antes posible. Temiendo los saqueos del populacho y los castigos de los vencedores, muchos se prepararon para huir a sus haciendas o salir del país. Mujeres y niños de familias acomodadas se refugiaron en monasterios.

### Marcha al exilio
Desde la mañana del día 3 empezaron a salir los exiliados con rumbo al Aconcagua, desde donde esperaban cruzar la cordillera de los Andes a pesar de que los pasos seguían cubiertos de nieve; no llevaban ropa ni dinero para el viaje o el exilio. La mayoría de los autores dicen que los emigrados eran más de 2000, aunque Rodríguez Sepúlveda los eleva a 3000 y Guzmán y Rodríguez Ballesteros afirman que José Miguel cruzó con 800 hombres pero O'Higgins con 1400 personas; supuestamente, la caravana incluía 1600 mulas. Los civiles acompañaban en sus penurias a los soldados, marchando todos juntos bajo las mismas penurias y con sus caballos apenas pudiendo pasar por los caminos nevados. Muchas mujeres y niños acompañaban a sus hombres en el viaje. Entre los refugiados estaban Mercedes Fontecilla y Ana María Cotapos, esposas de José Miguel y Juan José Carrera respectivamente, y de Javiera Carrera, hermana mayor de ambos.
El día 6, Las Heras estaba en Chacabuco marchando hacia la capital, pero al encontrarse con estos grupos entendió que todo estaba perdido y volvió a Santa Rosa. Ahí lo esperaba desde el día anterior Juan José Paso, representante del gobierno porteño, con la orden de cruzar la cordillera. El mismo día se les unió fray Camilo Henríquez con detalles del desastre. A la mañana siguiente eran el primer grupo en iniciar el cruce del macizo andino.
O'Higgins había salido de la capital a Chacabuco el día 4, llevándose a su madre y hermana. Un día después estaba en Santa Rosa organizando una columna de 200 soldados más refugiados que inició el cruce cordillerano en la jornada del 8. El día 12 pasaban por las cumbres más altas y el 14 de octubre estaban en Uspallata.
Poco antes de partir, José Miguel Carrera, su hermano Luis, el vocal Uribe, dos ayudantes y dos ordenanzas quemaron la casa de pólvora, el parque de artillería y los repuestos que no podían llevarse, clavaron algunos cañones y destruyeron toda oficina que los monárquicos podían usar para instalar a sus hombres. Los Carrera salieron de Santiago en la noche del 4 de octubre dejando al coronel de milicias de Colchagua, Rafael Eugenio Muñoz, la misión de entregar al vencedor la ciudad; llegaron al día siguiente a Santa Rosa. Eran seguidos por una 3.ª división mermada por las deserciones: apenas tenían 80 fusileros, pero vistiendo nuevos uniformes que también se dieron a los conductores del bagaje, los libertos y otros individuos en el convoy, aparentando tener más de 500 soldados a su mando. Sin embargo, para cuando llegaron al pueblo de Santa Rosa, la mitad ya había desertado.
El capitán Francisco Javier Molina y el ahora teniente Nicolás Maruri quedaron con una guerrilla de 20 fusileros vigilando los alrededores de la capital hasta que llegó Osorio. Durante esa noche hubo saqueos mientras la última fuerza patriota salía al norte por un puente. Era un pequeño destacamento del batallón Voluntarios de Castro, dirigido por el capitán Pedro Nolasco Vidal, disparó seis balazos contra una turba que saqueaba una ciudad cercana, los dispersaron y la retirada continuó. La llegada de la vanguardia realista serían el fin del caos.
El 5 de octubre, José Miguel Carrera y sus fieles habían pasado la cuesta de Chacabuco y llegaban en Santa Rosa de los Andes, con dificultad trajeron su artillería. Esa jornada hubo una reunión de oficiales y políticos poderosos que se mostraron contrarios a seguir la retirada a Coquimbo y preferían creer las promesas de que si huían a Mendoza, el gobierno de Buenos Aires les ayudaría en la organización de un ejército para reconquistar Chile; Las Heras y el coronel Santiago Carrera apoyaban esta postura. A la mañana siguiente, Las Heras formó a su tropa para retirarse, pero José Miguel Carrera intentó convencerlo diciéndole que sin él no podría reconstruir un ejército y todo el dinero que llevaban sería capturado y los refugiados alcanzados y masacrados. Según el comandante en jefe debían seguir a la rica Coquimbo, desde donde podrían contraatacar mientras los monárquicos se dispersaban por el valle del Aconcagua. Las Heras rechazó el plan por creerlo imposible, pero ofreció quedarse un día más, ante lo que el brigadier Carrera estuvo de acuerdo, pero en menos de una hora el rioplatense y sus hombres se iban. Antes de marcharse, Las Heras le dijo que iría por la ladera de Los Papeles y advirtió que no se atrasase, pues planeaba usar su pólvora para bloquear el paso. Alcázar decidió seguir a los rioplatenses, negándose a ceder a los dragones que le quedaban para escoltar los dineros a Coquimbo. Carrera escribió: «He aquí como el señor Las Heras disponía como jefe y era árbitro de la suerte de Chile. Si yo hubiese tenido alguna tropa le hubiera enseñado sus deberes y estoy cierto que, sin este hombre en Chile, habríamos hecho la retirada a Coquimbo y sostendríamos la guerra contra Osorio y tal vez estaríamos enteramente libres de tiranos». Impaciente por noticias de la guarnición de Valparaíso, José Miguel Carrera se quedó en Santa Rosa el 7 de octubre. En esa localidad, los Carrera trataron de reorganizar a los sobrevivientes y planear su retirada a Coquimbo, pero al escuchar que el 6 de octubre Osorio salió de la capital hacia la cuesta de Chacabuco para perseguirlos, decidieron escapar al otro lado de la cordillera.
Permanecieron ahí hasta el día 8, esperando a unidades dispersas a las que habían ordenado reunirse en la localidad. Carrera envió mensajes al Directorio de Buenos Aires, pidiéndoles ayuda para reconquistar Coquimbo si se retiraban al otro lado de los Andes. También le pidió a Las Heras que protegiera el paso de Los Papeles para que llegara él con sus hombres. En la tarde Luis Carrera guarnecía el paso con 2 cañones mientras que el general en jefe regresaba a Santa Rosa a las 20:00 horas, llegando a sus cercanías al amanecer. Esperaba llegar a Quillota y tomar el mando de los 200 infantes que debían venir de Valparaíso y seguir con ellos y el dinero a Coquimbo, sin embargo, un huaso le informó que esa tropa se había cambiado de bando y para empeorar todo, muchos hombres que le escoltaron habían desertado. El 5 de octubre, Videla había intentado llegar a sus 200 fusileros a Quillota para seguir al norte, pero en cuanto salieron de Valparaíso se amotinaron. Después de enterarse de ese motín y sabiendo que aún tenía un millón de pesos en dinero y especies, decidió unirse a su hermano en el cruce de la cordillera.

## Combate

### Cacería
Los jefes de la vanguardia monárquica solo se quedaron en Santiago el tiempo necesario. El día 6, un destacamento de caballería realista, mandado por el coronel Antonio Quintanilla (o el coronel Ildefonso Elorreaga) llegó a las serranías de Chacabuco, que cruzó sin problemas por no haber ninguna fuerza respetable para enfrentarlo. Sin embargo, luego se detectó la presencia de dos partidas mandadas por Maruri y Molina, unos 60 a 80 fusileros, despachados a la serranía por José Miguel Carrera, quien no quería verse atacado mientras esperaba a los refuerzos de Valparaíso y Quillota. Ante esa situación, el destacamento monárquico decidió volver a Santiago, sin embargo, la mayoría de los fusileros patriotas desertaron durante la noche. El 7 de octubre, Elorreaga salió con una fuerza mayor de la capital hacia Chacabuco, mientras Carrera ordenaba evacuar Santa Rosa, enviando por delante un parque con materiales valiosos, a la vez que organizaba la quema de documentos de gobierno, fusiles descompuestos y cureñas de cañones.
Al amanecer del 8 de octubre, José Miguel Carrera estaba en las cercanías de Santa Rosa, donde se entera del motín de las tropas de Valparaíso. Además, Molina le informa que de la tropa que le acompaña, durante la noche desertaron 30 soldados. Las deserciones constantes y la noticia de ese motín lo convencen de la imposibilidad de resistir en el norte. Sabe que con este movimiento sus hombres y los 300 000 pesos que llevaban son vulnerables, pero no tiene opción. A las 08:00 del 9 de octubre estaba en las casas de Miguel Villarroel y ocupa toda la jornada en enviar cajas con pertrechos y víveres al paso de Los Papeles. Ese mismo día los monárquicos ocupan Santa Rosa y envían piquetes a los faldeos cordilleranos. En la noche, suponiendo que los enemigos están en Chacabuco, Carrera ordena retirarse a una quebrada cercana al paso cordillerano, desde donde su hermano le envía 40 fusileros al mando del capitán Servando Jordán, quien creía que iban a marchar por tierra a Coquimbo.

### Enfrentamiento
Según Barros Arana en su obra de 1888, Historia general de Chile, el 10 de octubre, un piquete realista chocó con los patriotas en los faldeos de la orilla norte del Aconcagua, pues José Miguel Carrera había dejado en ladera de Los Papeles 200 soldados a cargo de Maruri y Molina para proteger su retirada. El día 11, Carrera llegaba a La Guardia, donde muchos de sus soldados robaron las monturas a los refugiados civiles para cruzar la cordillera. Al mismo tiempo, Quintanilla salía de Santa Rosa con 400 fusileros y carabineros montados para caer sobre Molina y Maruri, que perdieron 30 hombres intentando defenderse, debiendo huir a La Guardia. En la mañana del 12 de octubre, Quintanilla alcanzó a los fugitivos en Ojos de Agua, tomando 200 prisioneros, la mayoría del millonario cargamento e importantes documentos. Los patriotas habían intentado defender un desfiladero a una legua de La Guardia, pero fueron desalojados por Quintanilla, quien los persiguió hasta los Ojos de Agua, pero una vez llegado a ese punto no siguió su ataque. La mayor parte del botín fue tomado por Quintanilla para llevarlo a Osorio, otra parte fue repartida entre los soldados vencedores y solo una pequeña parte fue enviada a Mendoza en pequeñas partidas.
En cambio, el mismo autor en su obra de 1855, Historia general de la independencia de Chile, afirma que José Miguel se retiró a ladera de Los Papeles el día 11 y al día siguiente llegó a La Guardia, lanzando al río Aconcagua todo lo que no podía llevarse. Esa misma tarde, su retaguardia fue alcanzada por 400 monárquicos en ladera de Los Papeles. Los patriotas intentaron usar el terreno montañoso a su favor, pero fueron rápidamente sobrepasados y debieron destruir con sus manos el equipo que no podían llevar en su fuga. La oscuridad de la noche les permitió escapar a los pasos montañosos sin encontrar ayuda porque los hombres de Las Heras, que ocupaban un sitio llamado Calaveras, ya se habían retirado sin dejar a nadie. El mismo Barros Arana señala que algunos autores fechan el combate en el 11 de octubre pero él acusa que es una confusión.
José Miguel Carrera en su Diario Militar, publicado originalmente en 1815, dice que después de acampar en las casas de Villarroel, a las 06:00 horas del 10 de octubre llegó el subteniente Palacios confirmando la noticia que la guarnición de Valparaíso se había sublevado. Sabedor que los realistas no podían estar lejos y aún estaban parte importante de los caudales públicos custodiados por el capitán Andrade viajando a la cordillera, Carrera ordenó a Jordán desplegarse en guerrilla con órdenes de volver antes del amanecer; en cuanto se alejó empezaron las escaramuzas con la vanguardia enemiga. Tomaron algunos prisioneros y se enteraron de que el oficial Pedro Ramón de Arriagada, quien debía llegar a algunos prisioneros realistas a Mendoza, los había dejado escapar y que Miguel Villarroel urgía a los jefes monárquicos a atacar a la columna en retirada. El 11 de octubre estaban en La Guardia, donde tiraron al río todo lo que no podían llevarse por falta de mulas. Ahí se produjo el episodio en que soldados les robaron las monturas a los emigrados civiles o las usaron para abrirse paso en la nieve, o huyeron con ellas algunos arrieros. En la tarde los atacaron 400 realistas que destruyeron a la pequeña guerrilla, pudiendo huir al monte solo cuando llegó la noche. Las Heras estaba en Juncalillo, donde se enteró de la derrota y envió soldados a rescatar lo que se podía. Todo el material fue quemado, arrojado al río o capturado. El 12 de octubre los supervivientes llegaron a la cumbre y se dieron cuenta de que habían sido capturados 150 patriotas, incluyendo una avanzadilla de Las Heras que se entretuvo saqueando los despojos en la noche. Para la noche ya todos estaban en el paso andino.
De todas formas, el 13 de octubre, el general en jefe iniciaba el cruce de los Andes al exilio. En la noche ya estaba en territorio rioplatense.
Los emigrantes cruzaron el macizo montañoso por el paso Punta de Vacas, guiados por arrieros experimentados que abrieron un camino relativamente seguro en un terreno cubierto de nieve. Tanta gente quería cruzar al mismo tiempo que no hubo mulas de remuda para todos y muchos debieron ir a pie. Las noticias del desastre llegaron el 9 a Mendoza, donde el gobernador de la provincia de Cuyo, coronel José de San Martín, envió 1000 mulas con víveres para ayudar a los soldados. A diferencia de la cálida bienvenida que le dio el gobernador a O'Higgins, cuando San Martín y Carrera se encontraron en el paso de Uspallata, ambos siguieron su camino sin saludarse. José Miguel Carrera entraba en territorio cuyano con 400 a 500 soldados, nunca volvería a ver su patria.

## Consecuencias

### Recibimiento en Mendoza
José de San Martín había sido nombrado gobernador-intendente de Cuyo el 10 de agosto, asumiendo como tal el 8 de septiembre en Mendoza. De inmediato, solicitó refuerzos a Buenos Aires y creyendo que Lircay garantizaba una paz definitiva en Chile, canceló el envío de una división a Santiago. Poco después, llegaron noticias de la llegada de Osorio a Chile y la información entregada por los enviados chilenos en Mendoza, como el político Antonio José de Irisarri y el brigadier Juan Mackenna, y los informes de sus agentes en Santiago y de militares como Las Heras, crearon recelos de San Martín hacia José Miguel Carrera.
Al mismo tiempo, las constantes peticiones de ayuda que venían de Santiago solo hicieron temer al gobernador-intendente que una invasión realista contra su provincia era inminente. El 7 de octubre, le llegó una carta anunciando la derrota en Rancagua y avisándole que Cuyo podía ser invadida, solicitando ayuda a Buenos Aires inmediatamente. A la jornada siguiente, ya entrada la noche, llegaba a Mendoza su agente en Santiago, el doctor Juan José Paso, quien había salido de Santa Rosa el día 3. No tenía confirmación del desastre, pero todo lo que sabía parecía indicar que era algo seguro y completo. San Martín espero información del gobierno santiaguino, pero sus informes intentaban minimizar la derrota aunque pidiendo ayuda de todas formas, sin embargo, el gobernador carecía de recursos y todos los emigrados que llegaban culpaban de todo a José Miguel, lo que aumento su desconfianza.
Ante tal situación, San Martín logró movilizar a los vecinos de Mendoza, que enviaron el ya mencionado millar de mulas con víveres para los refugiados. Poco después, el 12, él mismo salía a Uspallata a recibirlos y se encontró con «Una soldadesca dispersa, sin jefes ni oficiales, i por lo tanto sin el faro de la subordinación, salteando, insultando i cometiendo toda clase de excesos, hasta inutilizar los víveres». Les acompañaban muchos no combatientes que acusaban a los Carrera de haber sustraído un millón de pesos del tesoro chileno y le pedían no dejar que se lo quedaran. San Martín definía la situación como: «Todo era confusión i tristeza».
Ante tal situación, mientras estaba en Picheuta, el gobernador-intendente ordenó que toda la tropa se reuniera en piquetes bajo pena de muerte a quienes se negasen. Andrés de Alcázar y el capitán Ramón Freire fueron claves para reinstaurar el orden, luego se encargó a O'Higgins trasladarlos a Mendoza. Sin embargo, como el grueso de la tropa chilena estaba con los Carrera y los restos del gobierno chileno en la retaguardia, San Martín siguió hasta llegar a Uspallata en la noche del 14 para contactarlos, estaba acompañado de su ayudante Anselmo Álvarez y dos granaderos. En uno de los varios grupos de refugiados iba José Miguel, quien ni siquiera saludo al gobernador-intendente cuando paso a su lado, dando una mala impresión al rioplatense; en su Diario militar José Miguel omite ese incidente. Vicuña Mackenna dice que el incidente fue producto de la altanería de José Miguel y un plan de San Martín, a quien llama cruel en su trato a los chilenos, declarando que amenazó con su sable al capitán Juan José Benavente por no descubrirse de su sombrero al presentársele y forzar al teniente coronel Miguel Ureta Carrera a llevar su montura.
Poco después, el brigadier Juan José Carrera se acercó a San Martín en nombre «del gobierno de Chile» y le pidió acompañarlo a una choza para reunirse con tres miembros de la junta chilena. Al gobernador-intendente le pareció llamativo que los personajes siguieran reclamando tal autoridad al estar desterrados, pero ordenó que se los tratara con el respeto correspondiente. José Miguel envió al coronel José María Benavente a hablar con él, pero el rioplatense le pidió que se pusiera a las órdenes de O'Higgins, quien ya había sido encargado de llevar a la tropa a Mendoza; esto causó desconfianza de José Miguel a San Martín, sin embargo, los Carrera decidieron seguir el camino a Mendoza y José Miguel Carrera no dejó de reclamar su autoridad como general en jefe de los chilenos. En la mañana del 15 de octubre, San Martín inició su regreso a Mendoza y sólo quedó en Uspallata Las Heras con una tropa para vigilar los pasos de montaña. En la mañana de esa misma jornada, en la posta de Villavicencio, los cuyanos exigieron revisar el equipaje de los Carrera, pero estos se negaron por considerarlo una ofensa. El historiador chileno Benjamín Vicuña Mackenna acusa que San Martín estaba recibiendo a los Carrera como a invasores y no como huéspedes. Finalmente, la orden fue ejecutada por mandato expreso de San Martín el día 17 en los arrabales de Mendoza y no se encontró el millón de pesos que se rumoreaba llevaban con ellos; José Miguel declaró que lo había aceptado no por sometimiento al gobernador-intendente, sino para demostrar que las acusaciones que les hacían eran falsas. A modo de desafío, José Miguel entró ese mismo día en Mendoza, paseando al frente de sus hombres bien formados y vestidos: «que más que las reliquias de un ejército derrotado que va a asilarse a un país amigo, parecía un cuerpo que regresaba a sus hogares después de algunos días de ausencia».
Las tropas chilenas supervivientes eran 708 hombres distribuidos en 105 artilleros, 179 infantes de numerosos cuerpos, 60 ingenuos e infantes de la patria, 164 jinetes de la Gran Guardia Nacional y 210 dragones de Alcázar. De estos, doscientos o trescientos habían llegado con O'Higgins, Freire y Alcázar y poco más de cuatrocientos con los Carrera.

### Tensión en Mendoza
Las relaciones se mantuvieron tensas, el 18 José Miguel declaró en un oficio que él seguía siendo el comandante de los exiliados en Mendoza y que San Martín no tenía derecho a darle ninguna comisión militar a O'Higgins sin su permiso. El mismo día, San Martín le ordenaba que informara a sus hombres que el comandante de armas que tenían a cargo era el coronel mayor Marcos Balcarce, pero José Miguel ni respondió para evitar un conflicto mayor. Como afirmaba en su Diario militar: «Yo quería comportarme i sostenerme como un jefe de las tropas de Chile, i San Martín me trataba como a un subalterno suyo». Además, culpaba a Irisarri y Mackenna de las malas relaciones con los rioplatenses, acusándolos de insultar a su familia. Lo cierto es que estos dos últimos habían sido proscritos por José Miguel mientras gobernó en Chile. Por su parte, para San Martín la principal preocupación eran los crecientes rumores de reyertas entre los bandos de refugiados y ordenó, por consejo de Balcarce y Paso, que los Carrera, Uribe, Urzúa y los dos vocales de la junta chilena salieran de Mendoza hacia San Luis. Todos, menos Urzúa, se negaron a respetar la orden y San Martín se preparó para hacer valer su autoridad.
Al mismo tiempo, durante sus comunicaciones con el gobernador-intendente, los Carrera acusaron a O'Higgins y otros rivales de ser los responsables de perder Chile. En respuesta, los brigadieres O'Higgins y Mackenna, los coroneles Juan de Dios Vial del Río y Andrés de Alcázar y oficiales subalternos como Freire o Bueras pidieron protección a San Martín, acusaron a José Miguel de ser el responsable de la derrota en un manifiesto público y que arrestaran a los Carrera y sus partidarios. Así, varios oficiales de menor graduación publicaron otro documento donde pedían a José Miguel protegerlos de las autoridades de Mendoza, que se habían puesto en su contra por maniobras de sus rivales. Para la noche del 20, los Carrera ocupaban el cuartel de La Caridad y se temía que estallara un conflicto en Mendoza. Por seguridad, al día siguiente Mackenna e Irisarri salían con rumbo a Buenos Aires. En respuesta, Luis Carrera, Uribe y coronel Benavente partían el 23 a la misma ciudad para disputar la influencia en el gobierno de las Provincias Unidas a sus rivales; tenían permiso de San Martín para salir. Llegarían a acusar a sus rivales de ser «Artigas de Chile».
En tanto, la situación en Mendoza se mantenía tensa. San Martín sabía que los refuerzos pedidos a Buenos Aires no llegarían a tiempo, así que le pidió a Las Heras traer su columna a la ciudad y pagó con 400 pesos del tesoro para armar a la caballería del coronel Alcázar. Durante esos días, José Miguel empezó a perder mucho del prestigio que tenía ante sus oficiales y para el 27 de octubre Alcázar escribía un oficio reclamándole el dinero para mantener a sus jinetes y acusándolo de cobarde y ser responsable de perder Chile. Después de esto, algunos de sus soldados empezaron a desertar para unirse a las tropas que le habían jurado lealtad al gobierno de Mendoza y con los pocos fondos que tenía no podía prologar demasiado la tensión. Finalmente, llegaron noticias de que Osorio se preparaba para atacar la provincia, ante lo cual un debilitado José Miguel propuso cruzar la cordillera para atacar Coquimbo el día 28. En la mañana del 29 de octubre, San Martín le dio un ultimátum de un día para abandonar el cuartel y dejarse de reclamar el título de general en jefe de un gobierno que efectivamente ya no existía.
San Martín había reunido 1000 hombres entre milicias de caballería e infantería de su provincia, los chilenos de Alcázar y la tropa de Las Heras. Al amanecer del 30 de octubre, asumió el mando de la caballería y dejó la infantería a las órdenes de Balcarce, hizo rodear el cuartel de La Caridad, donde los Carrera tenían 300 a 400 fieles, y puso 2 pequeños cañones en la entrada principal. No le dio tiempo a José Miguel para organizar ninguna resistencia o negociar, sólo le dio oficio donde anunciaba la disolución de su gobierno y que sus hombres quedaban bajo el mando y protección del gobierno cuyano. También declaraba que no lo consideraba un enemigo, sino «un infractor de las sagradas leyes de este país». José Miguel firmó el documento como aceptación de su desgracia y permitió a Balcarce entrar con dos compañías de infantes, leyéndose el documento a los hombres de los Carrera y prometiéndose a todo chileno que se uniera al ejército de las Provincias Unidas conservar su rango. El capitán Servando Jordán y algunos de los más fieles trataron de animar una resistencia, pero la mayoría se sometió.
Los Carrera y sus lugartenientes fueron encerrados en la sacristía de la iglesia de San Agustín a las 13:00 horas. Durante esa tarde fue a visitarlos el gobernador-intendente, quien dio un fuerte empellón a Jordán por salir de la capilla sin saludarle, pero luego se recompuso la cortesía. El diálogo fue breve pero respetuoso, incluso San Martín les ofreció cigarrillos a los prisioneros, que aceptaron todos menos el teniente coronel Diego Benavente, que desde un rincón y con ceño fruncido le reprochó su terquedad. Luego permanecieron en un estrecho, sucio y caluroso cuarto por dos días, donde apenas cabían camas y tenían solo una vela para iluminarse, siendo vigilados permanentemente por un centinela.
Finalmente, el 3 de noviembre, José Miguel, Juan José y sus esposas, acompañados de Uribe y el teniente coronel Benavente con un coche cargado de sus pertenencias salían con una escolta de 30 dragones chilenos al mando del teniente Agustín López, su destino era San Luis a esperar órdenes del gobierno de Buenos Aires. Llegaron sin problemas el día 17, el único problema fue el robo de 3 caballos por desconocidos, pero José Miguel acusó que fueron partidarios de O'Higgins y San Martín llegó a admitir esa posibilidad.